# Nelvie Tiafack
Nelvie Tiafack (født 1999) er en tysk bokser.

## Karriere
Tiafack vandt guld ved EM i boksning i supersværvægt i 2022. Han vandt bronze ved både EM i 2019 og 2023.
Han repræsenterede Tyskland ved sommer-OL 2024 i Paris, hvor han vandt bronze i supersværvægtskategorien.